# Манро, Хью
Хью Эндрю Джонстон Ма́нро (англ. Hugh Andrew Johnstone Munro; 29 октября 1819 — 30 марта 1885) — британский филолог-классик, преподаватель и научный писатель.
Был незаконнорождённым ребёнком. Образование получил в школе Шрусбери (англ. Shrewsbury School) и затем в Тринити-колледже в Кембридже, куда поступил в 1838 году, в 1840 году стал заниматься там научной работой, в 1842 году получил вторую медаль по классическим языкам и первую канцлерскую, в 1843 году стал сотрудником колледжа. Преподавал классические языки, в 1869 году стал профессором новосозданной кафедры латинского языка в Кембридже, но уже в 1872 году вышел в отставку. Для пополнения своих знаний об античности часто совершал путешествия в Италию и Грецию; умер во время поездки в Рим.
В области классической филологии считался первым английским авторитетом после Бентли, в особенности в вопросах греческого и латинского стихосложения и критического анализа текстов. Наиболее крупная его работа — критико-экзегетическое издание Лукреция (Кембридж, 1860, 1 том — только сам текст; 1864, 2 тома — текст, перевод и комментарии; 4-е издание — 1886). Известны также выпущенные под его редакцией критико-экзегетическое издание поэмы «Aetna» («Appendix Vergiliana») с комментариями (Кембридж, 1867), издание Горация с английским введением (Кембридж, 1868; с иллюстрациями древних драгоценных камней, отобранными Чарльзом Уильямом Кингом) и «Criticisms and elucidations of Catullus» (Кембридж, 1878). Его переводы для шрусберийского выпуска древней поэзии «Sabrinae corolla» считаются украшением всего сборника. Его переводы с древних языков оценивались, согласно энциклопедии «Британника», как «полностью верные оригиналам, но не перестающие быть идиоматическими».